# 池田町立宮地小学校
池田町立宮地小学校（いけだちょうりつ みやじしょうがっこう）は岐阜県揖斐郡池田町宮地にある公立小学校。

## 所在地
- 岐阜県揖斐郡池田町宮地864番地

## 沿革
- 1873年（明治6年） - 
  - 宮地村、小牛村、般若畑村、段村、船子村の児童は、沓井村の修道学校[1]へ通学する。
  - 願成寺村の児童は東野村の温知義校[2]へ通学する。
- 1879年（明治12年） - 宮地村、小牛村、願成寺村、般若畑村、段村、船子村が協同し、宮地村に栄盛学校を開校する。
- 1886年（明治19年） - 宮地学校に改称する。後に宮地尋常小学校に改称する。
- 1891年（明治24年） - 濃尾地震により校舎倒壊。
- 1897年（明治30年） - 宮地村、小牛村、願成寺村、般若畑村、段村、船子村が合併し、宮地村が発足。
- 1893年（明治26年） - 新築移転[3]。
- 1901年（明治34年） - 宮地尋常高等小学校に改称する。
- 1934年（昭和9年） - 現在地に移転。
- 1941年（昭和16年） - 宮地国民学校に改称する。
- 1947年（昭和22年） - 宮地村立宮地小学校に改称する。揖南中学校宮地分校を併設。
- 1949年（昭和24年） - 揖南中学校宮地分校を廃止。
- 1955年（昭和30年）4月1日 - 池田町、八幡村、宮地村が合併し、改めて池田町が発足。同時に池田町立宮地小学校に改称する。

## 学校周辺
- 宮地保育園
- 池田山

## 最寄駅
- 養老鉄道養老線「美濃本郷駅」徒歩約30分